# Prințesa Margarita de Baden
Prințesa Margarita de Baden (Margarete Alice Thyra Viktoria Marie Louise Scholastica; 14 iulie 1932 – 15 ianuarie 2013) a fost primul copil din cei trei ai lui Berthold, Margraf de Baden și ai Prințesei Theodora a Greciei și Danemarcei.

## Primii ani
Bunicii paterni ai Margaritei au fost Prințul Maximilian de Baden și Maria Luise de Hanovra. Bunicii materni au fost Prințul Andrei al Greciei și Danemarcei și Prințesa Alice de Battenberg. Margarita a fost nepoata de soră a Prințului Filip, Duce de Edinburgh, soțul reginei Elisabeta a II-a, și verișoară primară a Prințului Charles de Wales. 
Prințesa Margarita a crescut la reședința familiei, Schloss Salem. La mijlocul anilor 1950, ea a petrecut o perioadă de timp la Londra, unde a lucrat ca asistentă medicală la spitalul St. Thomas. La Londra Margarita l-a cunoscut pe viitorul ei soț, Prințul Tomislav al Iugoslaviei, al doilea fiu din cei trei ai regelui Alexandru I și a reginei Maria (fiica regelui Ferdinand I al României și a reginei Maria a României). Fratele mai mare al lui Tomislav, regele Petru al II-lea, era căsătorit cu Prințesa Alexandra a Greciei.

## Căsătorie
Logodna a fost anunțată la 2 ianuarie 1956. Prințul Tomislav avea 28 de ani și viitoarea lui soție 24. Cu numai cinci luni mai înainte, verișoara Margaritei, Prințesa Christina, s-a căsătorit cu fratele mai mic al lui Tomislav, Prințul Andrej.
La 5 iunie 1957, la Salem, Prințesa Margarita s-a căsătorit cu Prințul Tomislav al Iugoslaviei, fratele mai mic al regelui Petru al II-lea al Iugoslaviei. Printre oaspeții de la nuntă s-au inclus unchiul Margaritei, Ducele de Edinburgh, și  regii Simeon al Bulgariei și Umberto al Italiei. Margarita și Tomislav s-au stabilit în Anglia și au avut doi copii: Prințul Nikolas (n. 1958) și Prințesa Katarina (n. 1959). Cuplul a divorțat în 1981.

## Ultimii ani
Prințesa Margarita a rămas apropiată de unchiul ei, Ducele de Edinburgh, și, de asemenea, a menținut o foarte bună relație cu Alexandru, Prinț Moștenitor al Iugoslaviei.
În urma decesului Prințesei Katherine a Greciei și Danemarcei în 2007, Prințesa Margarita a devenit cea mai în vârstă descendentă pe linie feminină a reginei Victoria.
Prințesa Margarita a murit la 15 ianuarie 2013 în casa ei din Surrey, Londra, după o lungă suferință, la vârsta de 80 de ani.